# الحارث (فلم)
الحارث دراما رعب مصري من إنتاج سنة 2020. الفيلم من إخراج محمد نادر، وتأليف محمد عبد الخالق، وإنتاج هشام الحلبي، ومن بطولة أحمد الفيشاوي، وياسمين رئيس، وعلي الطيب، وأسماء جلال، وباسم سمرة.

## ملخص القصة
- زوجين تنقلب حياتهما بعد أن تروى لهما خرافة أثناء شهر العسل عن ليلة يغيب قمرها ويبحث الشيطان فيها عن عروس.

## طاقم التمثيل
- أحمد الفيشاوي
- ياسمين رئيس
- علي الطيب
- أسماء جلال
- باسم سمرة
- رشدي الشامي
- شريف البردويلي
- نهى عابدين
- عمرو عبد الجليل
- أسماء أبو اليزيد
- محمد علاء
- محمود الليثي
- عارفة عبد الرسول

## الإنتاج
- كتب محمد عبد الخالق قصة الفيلم، وكان الفيلم من إخراج محمد نادر. المنتج هشام الحلبي.

## روابط خارجية
- مقالات تستعمل روابط فنية بلا صلة مع ويكي بيانات